# Renta rodzinna
Renta rodzinna – świadczenie wypłacane przez Zakład Ubezpieczeń Społecznych, które przysługuje uprawnionym członkom rodziny osoby, która w chwili śmierci miała ustalone prawo do emerytury lub renty z tytułu niezdolności do pracy lub spełniała warunki wymagane do uzyskania takiego świadczenia.

## Renta rodzinna w Polsce
W polskim systemie ubezpieczeń społecznych renta rodzinna przysługuje wówczas, gdy ubezpieczona osoba zmarła miała w chwili śmierci prawo do emerytury lub renty z tytułu niezdolności do pracy albo spełniała warunki do ich przyznania. Jednocześnie spełnione muszą być także inne warunki:
1. wdowa (lub wdowiec) otrzymać może rentę rodzinną po zmarłym współmałżonku[a], jeśli w chwili jego śmierci miała ukończone 50 lat lub była niezdolna do pracy; uprawnienie do renty rodzinnej przysługuje także wdowom (i wdowcom) przed 50. rokiem życia i zdolnym do pracy, jeśli wychowują co najmniej jedno z dzieci, wnuków lub rodzeństwa[b] uprawnionych do renty rodzinnej po zmarłym małżonku; istnieje także możliwość przyznania okresowej renty rodzinnej wówczas, gdy współmałżonek ubezpieczonej osoby zmarłej nie spełnia żadnego z wymienionych tu warunków, ale nie posiada niezbędnych źródeł utrzymania[c], nie dłużej jednak niż przez dwa lata od śmierci małżonka;
2. dzieci własne ubezpieczonej osoby zmarłej oraz dzieci drugiego małżonka tej osoby, a także dzieci przysposobione mogą uzyskać rentę rodzinną (zwaną czasem rentą sierocą)[d] do ukończenia 16. roku życia (lub 25. roku życia – jeśli się uczą) albo bez względu na wiek, jeśli stały się całkowicie niezdolne do pracy i (lub) samodzielnej egzystencji w tych okresach;
3. wnuki oraz rodzeństwo ubezpieczonej osoby zmarłej mogą otrzymać rentę rodzinną[e] na zasadach analogicznych, jak dzieci własne, jeśli co najmniej przez rok przed śmiercią tej osoby zostały przyjęte przez nią na wychowanie, a rodzice nie mogą im zapewnić utrzymania, bądź – jeśli nie żyją – brak uprawnień do renty po tych rodzicach;
4. rodzice ubezpieczonej osoby zmarłej także mogą otrzymać rentę rodzinną, o ile spełniają opisane w punkcie 1. warunki dotyczące wieku, niezdolności do pracy lub wychowywania małoletnich.

Wyliczana jest jedna łączna renta rodzinna dla wszystkich uprawnionych członków rodziny ubezpieczonej osoby zmarłej, i w razie konieczności dzielona jest równo pomiędzy wszystkich uprawnionych. Wyliczenia dokonuje się w procentach od kwoty świadczenia, które przysługiwałoby zmarłemu. Jeśli jest tylko jedna osoba uprawniona, to otrzymać może 85% kwoty tego świadczenia, dwie osoby otrzymać mogą 90%, a trzy oraz więcej – 95% świadczenia, które przysługiwałoby zmarłemu.
Od 1 marca 2019 r. najniższa renta rodzinna wynosiła 1100,00 zł, a dodatek dla sieroty zupełnej 417,27 zł. Od 1 marca 2023 r. najniższa renta rodzinna wynosiła 1588,44 zł brutto,  a dodatek dla sieroty zupełnej 553,30 zł.
Podstawa prawna
- Ustawa z 17 grudnia 1998 r. o emeryturach i rentach z Funduszu Ubezpieczeń Społecznych
- Rozporządzenie Ministra Polityki Społecznej z 14 grudnia 2004 r. w sprawie orzekania o niezdolności do pracy.